# Coppa dei Campioni 1985-1986 (pallamano maschile)
La Coppa dei Campioni 1985-1986 è stata la 26ª edizione del massimo torneo europeo di pallamano riservato alle squadre di club. È stata organizzata dall'International Handball Federation, la federazione internazionale di pallamano. La competizione è iniziata ad ottobre 1985  si è conclusa il 10 maggio 1986.
Il torneo è stato vinto dalla compagine jugoslava dell'RK Metaloplastika per la 2ª volta nella sua storia.

## Risultati

### Primo turno
| Squadra 1               | Squadra 2             | Andata        | Ritorno    | Totale  |
| ----------------------- | --------------------- | ------------- | ---------- | ------- |
| Hapoel Rishon Le Zion   | RK Borac Banja Luka   | Rishon LeZion | Banja Luka | 46 - 47 |
| Hapoel Rishon Le Zion   | RK Borac Banja Luka   | 23 - 22       | 23 - 25    | 46 - 47 |
| Handball Club Liverpool | SC Magdeburgo         | Liverpool     | Magdeburgo | 26 - 78 |
| Handball Club Liverpool | SC Magdeburgo         | 15 - 39       | 11 - 39    | 26 - 78 |
| Uraedd Porsgrunn        | Vestmanna IF          | Porsgrunn     | Vestmanna  | 49 - 40 |
| Uraedd Porsgrunn        | Vestmanna IF          | 19 - 18       | 30 - 22    | 49 - 40 |
| VfL Gummersbach         | HB Dudelange          | Gummersbach   | Dudelange  | 48 - 23 |
| VfL Gummersbach         | HB Dudelange          | 23 - 13       | 25 - 10    | 48 - 23 |
| Redbergslids IK         | BK-46 Karis           | Göteborg      | Karis      | 63 - 51 |
| Redbergslids IK         | BK-46 Karis           | 31 - 21       | 32 - 30    | 63 - 51 |
| Ionikos Atene           | Tatabánya Carbonex KC | Atene         | Tatabánya  | 31 - 77 |
| Ionikos Atene           | Tatabánya Carbonex KC | 20 - 41       | 11 - 36    | 31 - 77 |
| USM Gagny               | ATSE Graz             | Gagny         | Graz       | 43 - 44 |
| USM Gagny               | ATSE Graz             | 22 - 22       | 21 - 22    | 43 - 44 |
| Yenisehir Horta Ankara  | Sportist Kremikovtzi  | Ankara        | Sofia      | 39 - 53 |
| Yenisehir Horta Ankara  | Sportist Kremikovtzi  | 23 - 23       | 16 - 30    | 39 - 53 |
| HC Initia Hasselt       | Helsingor IF          | Hasselt       | Helsingør  | 27 - 42 |
| HC Initia Hasselt       | Helsingor IF          | 15 - 21       | 12 - 21    | 27 - 42 |
| Pallamano Trieste       | BSV Berna             | Trieste       | Berna      | 33 - 35 |
| Pallamano Trieste       | BSV Berna             | 19 - 14       | 14 - 21    | 33 - 35 |
| Wybrzeze Gdansk         | TV Aalsmeer           | Danzica       | Aalsmeer   | 60 - 48 |
| Wybrzeze Gdansk         | TV Aalsmeer           | 27 - 25       | 33 - 23    | 60 - 48 |

### Ottavi di finale
| Squadra 1             | Squadra 2           | Andata                 | Ritorno                      | Totale        |
| --------------------- | ------------------- | ---------------------- | ---------------------------- | ------------- |
| RK Metaloplastika     | RK Borac Banja Luka | Šabac, 3 novembre 1985 | Banja Luka, 10 novembre 1985 | 48 - 44       |
| RK Metaloplastika     | RK Borac Banja Luka | 26 - 18                | 22 - 26                      | 48 - 44       |
| Uraedd Porsgrunn      | SC Magdeburgo       | Porsgrunn              | Magdeburgo                   | 55 - 59       |
| Uraedd Porsgrunn      | SC Magdeburgo       | 27 - 25                | 28 - 34                      | 55 - 59       |
| CSA Steaua Bucarest   | VfL Gummersbach     | Bucarest               | Gummersbach                  | 39 - 39 (gfc) |
| CSA Steaua Bucarest   | VfL Gummersbach     | 20 - 16                | 19 - 23                      | 39 - 39 (gfc) |
| FH Hafnafjordur       | Redbergslids IK     | Hafnarfjörður          | Göteborg                     | 36 - 46       |
| FH Hafnafjordur       | Redbergslids IK     | 17 - 29                | 19 - 17                      | 36 - 46       |
| Tatabánya Carbonex KC | HC Dukla Praga      | Tatabánya              | Praga                        | 47 - 53       |
| Tatabánya Carbonex KC | HC Dukla Praga      | 24 - 24                | 23 - 29                      | 47 - 53       |
| BM Atletico Madrid    | ATSE Graz           | Madrid                 | Graz, 10 novembre 1985       | 43 - 24       |
| BM Atletico Madrid    | ATSE Graz           | 21 - 14                | 22 - 10                      | 43 - 24       |
| Sportist Kremikovtzi  | Helsingor IF        | Sofia                  | Elsinore                     | 38 - 46       |
| Sportist Kremikovtzi  | Helsingor IF        | 24 - 20                | 14 - 26                      | 38 - 46       |
| Wybrzeze Gdansk       | BSV Berna           | Danzica                | Berna                        | 47 - 46       |
| Wybrzeze Gdansk       | BSV Berna           | 26 - 20                | 21 - 26                      | 47 - 46       |

### Quarti di finale
| Squadra 1       | Squadra 2           | Andata                    | Ritorno  | Totale        |
| --------------- | ------------------- | ------------------------- | -------- | ------------- |
| SC Magdeburgo   | RK Metaloplastika   | Magdeburgo, 22 marzo 1986 | Šabac    | 49 - 63       |
| SC Magdeburgo   | RK Metaloplastika   | 23 - 25                   | 26 - 38  | 49 - 63       |
| Redbergslids IK | CSA Steaua Bucarest | Göteborg, 22 marzo 1986   | Bucarest | 46 - 55       |
| Redbergslids IK | CSA Steaua Bucarest | 22 - 23                   | 24 - 32  | 46 - 55       |
| HC Dukla Praga  | Atletico Madrid     | Praga, 22 marzo 1986      | Madrid   | 31 - 31 (gfc) |
| HC Dukla Praga  | Atletico Madrid     | 18 - 15                   | 13 - 16  | 31 - 31 (gfc) |
| Wybrzeze Gdansk | Helsingor IF        | Danzica, 22 marzo 1986    | Elsinore | 53 - 41       |
| Wybrzeze Gdansk | Helsingor IF        | 28 - 20                   | 25 - 21  | 53 - 41       |

### Semifinali
| Squadra 1           | Squadra 2         | Andata                | Ritorno               | Totale  |
| ------------------- | ----------------- | --------------------- | --------------------- | ------- |
| CSA Steaua Bucarest | RK Metaloplastika | Buzău, 13 aprile 1986 | Šabac, 20 aprile 1986 | 41 - 45 |
| CSA Steaua Bucarest | RK Metaloplastika | 24 - 22               | 17 - 23               | 41 - 45 |
| BM Atletico Madrid  | Wybrzeze Gdansk   | Madrid                | Danzica               | 42 - 46 |
| BM Atletico Madrid  | Wybrzeze Gdansk   | 21 - 21               | 21 - 25               | 42 - 46 |

### Finale
| Squadra 1       | Squadra 2         | Andata                 | Ritorno               | Totale  |
| --------------- | ----------------- | ---------------------- | --------------------- | ------- |
| Wybrzeze Gdansk | RK Metaloplastika | Danzica, 4 maggio 1986 | Šabac, 10 maggio 1986 | 52 - 54 |
| Wybrzeze Gdansk | RK Metaloplastika | 29 - 24                | 23 - 30               | 52 - 54 |

## Campioni
| Vincitore della Coppa dei Campioni 1985-1986 |
| -------------------------------------------- |
| RK Metaloplastika 2º titolo                  |